# William de Valence, 1. Earl of Pembroke

Wappen von William de Valence als Earl of Pembroke

William de Valence, 1. Earl of Pembroke (auch Guillaume de Lusignan) (* zwischen 1227 und 1231; † 16. Mai 1296 in Brabourne) war ein anglo-französischer Adliger. Er war einer der führenden Lusignans, der aus Frankreich stammenden Halbbrüder des englischen Königs Heinrich III. Als Ausländer geschmäht, hatte er unter den englischen Baronen ein schlechtes Ansehen. Obwohl er jahrelang loyal dem König diente, machte er sich durch sein Verhalten Gegner und wurde zum Feindbild der Adelsopposition unter Simon de Montfort. Während des Zweiten Kriegs der Barone hatte er wichtigen Anteil am Sieg der Partei des Königs. Nach dem Bürgerkrieg diente er seinem Neffen Eduard I. als Diplomat und Militär bis an das Lebensende.

## Herkunft
William de Valence entstammte der französischen Adelsfamilie Lusignan. Er war der vierte oder fünfte Sohn von Isabella von Angoulême und von ihrem zweiten Ehemann Hugo X. von Lusignan, Graf von La Marche. William wurde vermutlich zwischen 1227 und 1231 vermutlich in Valence, einem Dorf bei Couhé im Poitou geboren. Seine Mutter war die Witwe des englischen Königs Johann Ohneland, damit war Valence ein Halbbruder des englischen Königs Heinrich III. 1242 scheiterte eine Rebellion seines Vaters gegen den französischen König Ludwig IX., danach zog sich sein Vater aus der Politik zurück und teilte seine Ländereien unter seinen Söhnen auf. Obwohl Valence noch minderjährig war, wurde er nun Seigneur von Montignac, Bellac, Rancon und Champagnac.

## Übersiedlung nach England und Verheiratung

Sein Wappen, bevor er zum Earl of Pembroke wurde

Im Sommer 1247 folgte Valence zusammen mit mehreren seiner Geschwister einer Einladung ihres Halbbruders Heinrich III. nach England. Während seine Brüder Guy und Geoffroi schließlich wieder in die Gascogne zurückkehrten, blieben William und sein Bruder Aymer sowie seine Schwester Alice in England. Der König hoffte, dass seine im Vergleich zu den englischen Baronen kultivierten südwestfranzösischen Verwandten seinen Hof bereicherten, seine Bindung an die südwestfranzösischen Besitzungen festigten und vermutlich durch die Schaffung einer großen Herrscherfamilie seine Stellung als König stärkten. Am 13. August 1247 wurde Valence mit Joan de Munchensi verheiratet, die Erbin eines umfangreichen Teils der Besitzungen der Familie Marshal war. Valence wurde durch die Heirat Lord von Pembroke und Goodrich Castle in den Welsh Marches sowie von Wexford in Irland. Dazu wurde vermutlich im Heiratsvertrag vereinbart, dass der König seinen landlosen Halbbruder ebenfalls Besitzungen übergeben musste, weshalb Valence Hertford Castle übergeben wurde. Aus den Ländereien seiner Frau bezog Valence jährliche Einkünfte von über £ 700, daneben erhielt er vom König eine jährliche Pension von 500 Mark. Weitere 500 Mark sollte er jährlich erhalten, bis ihm der König Ländereien mit entsprechenden Einkünften übergeben konnte. Dazu erhielt er von seinem Halbbruder noch weitere Einkünfte, so dass Pembroke 1252 die Besitzungen der Familie Pont de l'Arche in Südwestengland und in den 1260er Jahren die Besitzungen der Familie Bertram in Northumberland kaufen konnte. Angesichts dieser umfangreichen Besitzungen in England und Irland übergab er bei einer Reise ins Poitou am 22. August 1248 seine dortige Herrschaft Montignac seinem Bruder Geoffroi.

## Höfling am englischen Hof
Am 13. Oktober 1247 schlug der König Valence in Westminster feierlich zum Ritter, und während der nächsten zehn Jahre lebte Valence vorwiegend am Königshof. Nach Matthew Paris bekam er rasch erheblichen Einfluss auf den König. Dies kann jedoch nach den erhaltenen Urkunden und Dokumenten nicht zweifelsfrei belegt werden, im Gegenteil, Valence agierte teils widerspenstig, vermutlich, weil der König seiner Ansicht nach zu zögerlich seine Geldzuwendungen in Lehen umwandelte. Bis 1249 nahm Valence mehrmals an Turnieren teil, bis ihm der König dies untersagte und zur Strafe im Oktober 1249 zeitweilig seine Besitzungen beschlagnahmte. Durch die Turniere gewann er jedoch die ersten englischen Ritter, die schließlich zu seinem Gefolge gehörten, sowie einflussreiche Freunde wie sein späterer Schwager John de Warenne, 6. Earl of Surrey und Richard de Clare, 2. Earl of Gloucester. Zusammen mit dem König legte er am 6. März 1250 in Westminster Hall ein Kreuzzugsgelübde ab, doch im November 1251 untersagte der Könige allen Rittern und Baronen, die zur Rettung des in Ägypten gefangen genommenen französischen Königs Ludwig IX. ins Heilige Land aufbrechen wollten, die Ausreise und ließ die englischen Häfen schließen. Auch Valence hatte Vorbereitungen getroffen, um zum Kreuzzug aufzubrechen, wozu ihm der Papst eine Unterstützung in Höhe von 2200 Mark versprochen hatte. Bis Anfang 1252 wandelte der König schließlich die jährliche Zuwendung von 500 Mark in die Übertragung von einträglichen Vormundschaften um. Bis 1268 blieb Valence Verwalter der Güter von Robert Fitzjohn of Warkworth in Northumberland, dazu erhielt er weitere Güter in anderen Teilen Englands.

## Machtkampf zwischen den Lusignans und ihren Rivalen am Hof

### Unterstützung von Heinrichs Expedition in die Gascogne
Als es 1252 zu einer Rebellion in der dem englischen König gehörende Gascogne kam, stieg der Einfluss der Lusignans am englischen Hof rasch an. Im Januar 1252 gehörte Valence dem Kronrat und schlichtete dabei den Streit zwischen dem König und Simon de Montfort, der zuvor King’s Lieutenant der Gascogne gewesen war. In der Überzeugung, dass der König sie nicht bestrafen würde, begannen Valence und die anderen Lusignans Händel mit anderen Magnaten. Im Oktober 1252 plünderte Valence Besitzungen von Bischof Hugh von Ely bei Hatfield, und Ende des Jahres unterstützte er seinen Bruder Aymer, als dieser die Paläste von Bonifatius von Savoyen, Erzbischof von Canterbury plünderte. Matthew Paris und anderen Chronisten zufolge war der Königshof ab diesem Zeitpunkt in das Lager der mit dem König verwandten Lusignans und dem Lager der mit Königin Eleonore verwandten Savoyarden gespalten, zu denen unter anderem Thomas und Peter von Savoyen gehörten. Valence blieb weiterhin mit dem mächtigen Earl of Gloucester befreundet, dessen Sohn und Erbe Gilbert im Januar 1253 seine Nichte Alice heiratete. Kurz danach brachen Gloucester und er zu einer Reise nach Frankreich auf, während der sie an mehreren Turnieren teilnahmen. Vor Oktober 1253 stieß er schließlich in der Gascogne zu Heinrich III., der dort versuchte, die Rebellion niederzuschlagen. Zusammen mit seinen Verwandten im Poitou stellte Valence eine Streitmacht von über 100 Rittern aus dem Poitou auf, die den König unterstützten. Dazu half Valence, die Bergregionen von Bergerac und Gensac zu befrieden sowie den Streit zwischen Simon de Montfort und Gaston de Béarn über Bigorre beizulegen. Typischerweise versuchte er jedoch auch, den König zur Übergabe weiterer Ländereien zu bewegen, erhielt jedoch nur das Versprechen, eine weitere einträgliche Vormundschaft zu bekommen. Nachdem sie die Gascogne befriedet hatten, begleitete er im Winter 1254 den König, als dieser über Paris nach England zurückreiste. 1255 übertrug ihm der König für ein Jahr die Vormundschaft über seinen reichen, aber noch minderjährigen Schwager William de Munchensi.

### Zunehmender Einfluss von Valence auf die Politik des Königs
In England stand Valence beim König in hoher Gunst, hatte dabei aber offensichtlich weniger Einfluss als seine Rivalen bei Hofe, vor allem den Savoyarden. Dabei holte der König seinen Rat nur ein, wenn es ihm nützlich erschien, beispielsweise im Januar 1256 zu Fragen über die Gascogne. Im September 1255 hatte Valence den König nach Nordengland begleitet, wo dieser Verhandlungen mit der Minderjährigkeitsregierung für den jungen schottischen König Alexander III. führte. Im Oktober 1255 bezeugte er in Windsor, wie der König das Angebot des Papstes über die sizilianische Thronfolge akzeptierte, dabei war er jedoch kein eindeutiger Befürworter dieses sizilianischen Abenteuers. Nur als der König Weihnachten 1256 der Kandidatur seines jüngeren Bruders Richard von Cornwall als römisch-deutscher König zustimmte, hatte Valence möglicherweise größeren Einfluss. Nachdem Richard von Cornwall im April 1257 nach Deutschland aufgebrochen war, hatte sich der in großen Finanznöten befindliche König zunehmend an die Lusignans gewandt, um sie um Rat zu fragen und um sich Geld bei ihnen zu leihen. Im November 1257 hatte Valence beispielsweise dem König 1100 Mark geliehen, wofür ihm der Thronfolger Lord Eduard Stamford und Grantham verpfändet hatte. Daraus entstand ein Bündnis zwischen Valence und dem Thronfolger, der durch den walisischen Aufstand ab Ende 1256 selbst zahlreiche Besitzungen verloren hatte. Dieses Bündnis, durch das Valence weiteren Einfluss auf die Regierung erhielt, erzürnte seine Gegner weiter, und zahlreiche alte Rivalitäten wurden nun als offene Fehde ausgetragen. Der König hatte im November 1256 noch verfügt, dass keine Prozesse gegen seine Günstlinge, besonders die Lusignans, geführt werden dürfen. Dabei bevorzugte der König Valence gegen andere Höflinge bei der Vergabe von Vormundschaften und Ländereien weiter, was den Konflikt weiter schürte. Die Freundschaft zwischen Valence und dem Thronfolger zerstörte seine Freundschaft mit dem Earl of Gloucester, der in den Welsh Marches ein Rivale von Eduard war.

### Rolle während des Kriegs in Wales
Als bedeutender Marcher Lord war Valence für den König unentbehrlich geworden, als der walisische Fürst Llywelyn ap Gruffydd ab 1256 gegen die englische Oberherrschaft revoltierte. Die walisische Rebellion weitete sich zum offenen Krieg aus, die zahlreiche Güter von Valence direkt bedrohte. Valence blieb jedoch weiterhin am Königshof, während seine Vasallen in Pembroke unter Führung von Roger of Leybourne bei Carmarthen gegen die Waliser kämpften. Erst im August 1257 nahm er am Feldzug des Königs teil, bei dem dieser erfolglos bis Deganwy Castle vorstieß. Dabei geriet Valence jedoch in einen heftigen Streit mit Humphrey de Bohun, 2. Earl of Hereford und dessen Sohn Humphrey, unter anderem über die Rechte in Pembroke. Auch mit Simon de Montfort, 6. Earl of Leicester lag Valence in offenen Streit. Als im April 1258 der Waffenstillstand mit Fürst Llywelyn endete und die Waliser von Cemais aus Pembroke angriffen, forderte Valence im Parlament Vergeltung und beschuldigte Simon de Montfort und seinen früheren Freund Gloucester des Verrats. Dies führte mit dazu, dass sich die beiden am 12. April mit fünf anderen Baronen verbündeten, um eine Reform der Herrschaft des Königs zu fordern. Diese Reformbewegung führte zum Sturz der Lusignans.

## Sturz und Entmachtung

### Politische Isolation
Zerstritten mit Gloucester, verfeindet mit Montfort und Hereford sowie zahlreichen anderen Baronen, waren Valence und seine Brüder im April 1258 politisch isoliert, obwohl sie hoch in der Gunst des Königs standen. Die Feindschaft, die Valence und seinem Gefolge nun entgegenschlug, resultierte dabei weniger aus seiner ausländische Herkunft, wie oft angenommen wird. Von dem Gefolge, dass ihn 1247 nach England begleitet hatte, war nur noch ein Ritter in seinem Dienst geblieben, während seine anderen Gefolgsleute alle Engländer waren. Damit waren wohl eher die Bevorzugung von Valence und seiner Gefolgsleute durch den König sowie sein arrogantes und oft aggressives Auftreten der eigentliche Grund für die Ablehnung durch die englischen Barone. Aufgrund der Strenge ihrer Beamten, besonders von Valence Verwalter William de Bussay, waren die Lusignans auch beim Landadel unbeliebt. Vielfach wurden sie für die Härte verantwortlich gemacht, mit der der König nun versuchte, Geld für einen Feldzug nach Wales aufzutreiben. Die Lusignans waren zum Hauptziel der Beschwerden geworden, die sich eigentlich gegen die erfolglose persönliche Herrschaft des Königs richteten. 1257 hatten Peter von Savoyen und Simon de Montfort Friedensverhandlungen mit dem französischen König vorgeschlagen, was die Stellung der Lusignans weiter schwächte.

### Entmachtung des Königs und Exilierung von Valence
Die Adelsopposition, der Simon de Monfort, Peter von Savoyen und der Earl of Gloucester angehörten, hatte im April 1258 während des Parlaments eine Reform der Regierung verlangt. Der König nominierte darauf Valence als einen seiner Vertreter in dem 24-köpfigen Komitee, das ein Reformprogramm für die Regierung erarbeiten sollte. Valence agierte dennoch weiter gegen Simon de Montfort. Dieser und die anderen Gegner von Valence nutzten nun die Adelsopposition geschickt aus, um Valence weiter zu schädigen. Valence und seine Brüder schworen zwar, die Reformbewegung zu unterstützen, doch als im Juni 1258 während des Parlaments in Oxford darüber debattiert wurde, dass die Krone zahlreiche vergebenen Ländereien zurückerhalten solle, verweigerte Valence dafür seine Zustimmung. Daraufhin soll Montfort nach der Chronik von Matthew Paris geantwortet haben, dass Valence entweder seine Burgen zurückgäbe oder seinen Kopf verlieren würde. Als offen wurde, dass die Gegner des Reformprogramms, der sogenannten Provisions of Oxford, keine Mehrheit finden würden, flohen die Lusignans, Lord Eduard und John de Warenne Ende Juni nach Winchester, wo sie sich in Wolvesey Castle, der Burg von Aymer de Valence, Bischof von Winchester verschanzten. Nach kurzer Belagerung mussten sie sich dort am 5. Juli ergeben.
Valence lehnte das Angebot der neuen Regierung ab, in Gewahrsam zu bleiben, bis die Reform der Regierung abgeschlossen sei. Am 14. Juli verließ er mit seinem Bruder Aymer England. Ihm wurde eine jährliche Pension von 3000 Mark gewährt, dafür sollten seine Besitzungen von seinen Gefolgsleuten verwaltet werden. Die über die Pension hinausgehenden Erträge sollten im New Temple in London verwahrt werden. Später kürzte die Regierung seine Pension jedoch um 1500 Mark.

### Exil in Frankreich
Valence erreichte mit seinen Brüdern Boulogne, wo sie einen Hinterhalt von Henry de Montfort, einem Sohn von Simon de Montfort ausweichen konnten. Von dort durften sie durch Frankreich in ihre südwestfranzösische Heimat reisen, obwohl die französische Königin Margarete, die eine Schwester der englischen Königin Eleonore war, dies zu verhindern suchte. Der französische König war anscheinend der Überzeugung, dass die Vertreibung der Lusignans aus England die Friedensverhandlungen zwischen Frankreich und England förderte. Tatsächlich wurde nach der Vertreibung der Valence im Dezember 1259 der Vertrag von Paris zwischen Frankreich und England geschlossen. Joan de Munchensi, die Frau von Valence, war über die finanziellen Einschränkungen, die ihr von der neuen Regierung auferlegt wurden, ungehalten und folgte im Dezember 1258 ihrem Mann ins Exil nach Südwestfrankreich. Dazu ergriff die Regierung Maßnahmen, um zu verhindern, dass Gelder von Valence nach Frankreich geschmuggelt wurden. Tatsächlich wurde William de Bussay, der Verwalter von Valence, im November 1258 verhaftet, als er von einem unerlaubten Besuch aus Frankreich zurückkehrte. In den nächsten Monaten wurden Bussay und einige andere Vögte von Valence wegen Amtsmissbrauchs verurteilt und eingekerkert.
Im Poitou kümmerte sich Valence zunächst um die Verwaltung seiner Besitzungen. Am 2. März 1259 kaufte er Besitzungen bei Limoges, anschließend erwarb er Montignac von seinem Bruder Geoffroi zurück. Schon bald begann er jedoch, sich um seine Rückkehr nach England zu kümmern. Im Dezember 1259 war er in Paris, wo er heimlich Simon de Montfort traf, der sich mit anderen Mitgliedern der Regierung der Barone zerstritten hatte. Angeblich auf Anregung des englischen Königs legten sie ihre privaten Differenzen bei. Montfort stimmte einer Rückkehr von Valence nach England zu, die sein neuer Verbündeter Lord Eduard wünschte. Der Plan scheiterte, als die Revolte von Lord Eduard gegen seinen Vater im Frühjahr 1260 rasch scheiterte, aber dennoch behielten die drei ihr Bündnis bei. Von August bis Oktober 1260 verteidigte Valence im Auftrag von Lord Eduard Lourdes und Tarbes, zwei Besitzungen von Montfort im südwestfranzösischen Bigorre, gegen den französischen Adligen Eschivat de Chabanais. Am 2. Oktober 1260 schloss er dabei in Tarbes als Stellvertreter Montforts mit Eschivat einen Waffenstillstand. Am 27. November 1260 traf er Lord Eduard in Paris, vermutlich um erneut seine Rückkehr nach England zu besprechen. Der Tod seines Bruders Aymer am 4. Dezember zwang ihn jedoch dazu, diesen Plan zu verschieben.

## Rolle im Krieg der Barone

### Rückkehr nach England
Im Februar hatte der König Geoffrey de Gascelin, einen Gefolgsmann von Valence, zum Constable von Hertford Castle ernannt. Aufgrund des Bündnisses von Valence mit Lord Eduard, der zu dieser Zeit noch in Opposition zu seinem Vater stand, war zunächst jedoch noch unklar, ob Valence seinen Halbbruder Heinrich loyal unterstützen würde. Deshalb versuchte der König, der gegenüber der Adelsopposition zunehmend seine Macht zurückgewann, noch am 27. März, die Rückkehr von Lord Eduard und Valence nach England zu verhindern. Um Ostern, am 24. April, erreichten Valence und Lord Eduard Dover. Valence schwor in Dover, die Provisions of Oxford einzuhalten und sich auch den Beschuldigungen seiner Gegner zu stellen. Damit näherte er sich weiter der Adelsopposition an, die die Wiedererlangung der Macht des Königs zu verhindern suchte, möglicherweise versuchte er damit auch, seine Position am Hof gegenüber den Savoyarden zu stärken. Dem König gelang es jedoch rasch, seine Allianz mit Lord Eduard und Montfort zu brechen. Am 30. April nahm er Valence in Rochester wieder in Gnaden an seinem Hof auf und gab ihm seine beschlagnahmten Ländereien zurück.

### Endgültiger Bruch mit der Adelsopposition
In den nächsten Monaten war Valence hauptsächlich mit der Verwaltung seiner wiedergewonnenen Besitzungen beschäftigt. Erst 1262 war er wieder häufiger am Königshof, gegenüber den Savoyarden hatte er aber deutlich weniger Einfluss auf den König. Es gelang ihm nicht, für alle seine Gefolgsleute Begnadigungen zu erhalten, und erst am 10. Juli 1262 gewährte ihm der König eine Entschädigung für die während seines Exils entgangenen Einkünfte. Auf die vollständige Auszahlung dieser Entschädigung wartete er noch im März 1263. Im Juli 1262 begleitete er den König nach Frankreich, wo er zusammen mit Henry of Almain erfolglos versuchte, dass der König den noch offiziell minderjährigen Gilbert de Clare, den Sohn des verstorbenen Earl of Gloucester, als dessen Erben einsetzte. Im August verließ Valence, anscheinend verärgert, den König und reiste nach England zurück. Am 14. Oktober befahl der König, dass Valence nach Frankreich zurückkehren sollte, doch am 11. November war er immer noch in London. Schließlich gelang es dem König mit Land- und Geldversprechungen, dass Valence sein Bündnis mit Gilbert de Clare brach. Um das Bündnis zwischen dem weiterhin noch minderjährigen Gilbert de Clare und Valence zu brechen, versprach der König am 10. Dezember Valence, ihm Teile von Clares Besitzungen zur Verwaltung zu übergeben. Im Juli 1263 erhöhte der König sein Angebot, indem er Valence Besitzungen von Clare versprach, durch die er £ 500 jährliche Einkünfte erhalten konnte. Im September 1263 versprach der König Valence weitere Ländereien mit Einkünften in derselben Höhe. Aufgrund dieser Versprechungen unterstützte Valence 1263 nicht die Rebellion von Montfort und Clare. Diesen Verrat nahm Clare Valence lange übel.

### Entscheidende Rolle am Sieg der königlichen Partei im Krieg der Barone
Stattdessen blieb Valence während des Zweiten Kriegs der Barone ein loyaler Unterstützer des Königs. Im Februar 1263 reiste er als Gesandter Heinrichs nach Paris, anschließend reiste er vermutlich ins Poitou, wo er für Heinrich die Huldigung von Raymond V., Vicomte de Turenne und anderer Adligen entgegennahm. Im Oktober 1263 gehörte er zum Gefolge von König Heinrich, als dieser in Boulogne den französischen König traf. Als es 1264 zum offenen Bürgerkrieg gegen die Adelsopposition unter Montfort kam, gehörte Valence am 5. April bei der Eroberung von Northampton zu den Truppen von Lord Eduard. Die Londoner Bevölkerung plünderte daraufhin sein Londoner Stadthaus und raubte seine Gelder, die er im Temple deponiert hatte. Auch in der Schlacht von Lewes am 14. Mai gehörte er zu den Truppen von Lord Eduard. Zusammen mit John de Warenne, 6. Earl of Surrey gehörte er dem rechten Flügel des königlichen Heeres an. Als abzusehen war, dass das Heer des Königs geschlagen wurde, konnte er zusammen mit Warenne sowie seinem Bruder Geoffroi de Lusignan nach Pevensey Castle flüchten, von wo sie weiter ins Exil nach Frankreich flüchteten. Die siegreichen Rebellen, die die Regierung von England übernommen hatten, beschlagnahmten seine Ländereien in England. Pembroke fiel an Gilbert de Clare, während Goodrich Castle an Humphrey V. de Bohun fiel.
Im Mai 1265 kehrte Valence jedoch nach England zurück. Zusammen mit Warenne und einer etwa 120 Mann starken Streitmacht landete er in Pembroke. Dies wurde zum Signal für eine Revolte der Marcher Lords gegen die Regierung der Barone unter Montfort. Zudem konnte Lord Eduard aus der Gefangenschaft der Regierung entkommen und schloss sich den Truppen von Valence und Warenne an. Zusammen konnten sie im August 1265 zunächst Simon de Montfort den Jüngeren bei Kenilworth und wenige Tage später Montfort selbst in der Schlacht von Evesham entscheidend schlagen.

### Bereicherung auf Kosten der besiegten Enterbten
Anschließend nahm Valence an der Belagerung von Kenilworth Castle teil, wo sich ein großer Teil der verbliebenen Rebellen, die sogenannten Enterbten, verschanzt hatte. Im Mai 1266 konnte er zusammen mit John de Warenne weitere Enterbte bei Bury St Edmunds schlagen. Der König belohnte Valences Loyalität mit umfangreichen Ländereien, die besiegten Rebellen wie Humphrey V. de Bohun, Roger Bertram oder William de Munchensi abgenommen worden waren. Anscheinend hatte Valence keinen Anteil am Zustandekommens des Dictum of Kenilworth, das den Enterbten die Gelegenheit zur Unterwerfung und Rückerwerb ihres Grundbesitzes gab. Im Gegenteil, Valence schien sogar ein Gegner des Dictum zu sein, und seine Strenge gegenüber den Enterbten trieb seinen Schwager William de Munchensi wieder dazu, den Kampf aufzunehmen. Mit Gilbert de Clare, der inzwischen als Earl of Gloucester eingesetzt war, hatte er wiederholte Zusammenstöße, als es um die Beschlagnahmung und Aufteilung von Rebellengütern ging. Bis 1268 wandelte der König die jährliche Pension von £ 500, die Valence noch erhielt, in Besitzungen vor allem in East Anglia um. Durch eine Intrige von Valence, Warenne und Henry of Almain musste Robert de Ferrers, 6. Earl of Derby, einer der Führer der Enterbten, 1269 auf den Großteil seiner Besitzungen verzichten, die an Edmund, 1. Earl of Lancaster fielen.
Mit den Familien Clare und Bohun blieb Valence nun bis zu seinem Tod verfeindet. Dies führte nicht zuletzt daher, dass diese Familien ebenfalls Teilerben des Marshal-Besitzes waren. Eine weitere Fehde hatte er gegen die Familie seiner Frau, die Munchensi, die darin gipfelte, dass er 1289 erfolglos versuchte, Dionysia, die einzige Tochter seines Schwagers William, für illegetim erklären zu lassen. Darin wurde er sicherlich von seiner Frau unterstützt, die ihren Halbbruder hasste, weil der ihr Erbe entscheidend geschmälert hatte.

## Im Dienst von Eduard I.

### Teilnahme am Kreuzzug von Lord Eduard
Durch die gemeinsamen Kämpfe während des Kriegs der Barone hatten Valence und Lord Eduard ihre Freundschaft erneuert. Am 24. Juni 1268 legte Valence während des Parlaments in Northampton zusammen mit Lord Eduard, John de Warenne und Henry of Almain ein Kreuzzugsgelübde ab. Lord Eduard schloss mit ihm ein Abkommen, in dem Valence versprach, für den Kreuzzug 19 Ritter zu stellen. Dafür unterstützte ihn Lord Eduard mit 2000 Mark und beim Transport der Ritter und der dazugehörenden weiteren Soldaten. Mit dieser Streitmacht stellte Valence faktisch ein eigenes Kreuzzugskontingent. Im Juli 1268 besuchte Valence seine Besitzungen in Pembroke und im Frühjahr 1270 besuchte er, wahrscheinlich erstmals, seine Ländereien in Irland. Dort übernahm er die Vormundschaft über den minderjährigen Gerald fitz Maurice Fitzgerald, die er Thomas de Clare, Lord of Thomond abgekauft hatte. Am 20. August 1270 brach er zusammen mit Lord Eduard zum Kreuzzug ins Heilige Land auf. Über seine Taten während des Kreuzzugs ist nichts bekannt, nur dass er im Heiligen Land ein juwelenbesetztes goldenes Kruzifix erwarb, das Marie, die zweite Frau seines Sohns und Erben Aymer später Westminster Abbey stiftete. Als Lord Eduard in Akkon fast einem Giftanschlag zum Opfer fiel, ernannte Eduard Valence am 18. Juni 1272 zu einem seiner Testamentsvollstrecker. Bereits im August 1272, noch vor Lord Eduard, trat Valence jedoch wieder die Rückreise an, vielleicht aus Sorge, dass sein alter Gegenspieler, der in England gebliebene Earl of Gloucester, während seiner Abwesenheit seine Besitzungen angreifen könne. Am 11. Januar 1273 erreichte er wieder London, und am 7. Juni 1273 wurde er ertappt, als er mit seinem Gefolge illegal in einem königlichen Wald in Hampshire auf der Jagd war.

### Dienst für den König in Frankreich
Lord Eduard war nach dem Tod seines Vaters Heinrich III. im November 1272 als Eduard I. englischer König geworden. Für den neuen König reiste er wieder in die Gascogne, wo er am 3. September 1273 für Eduard den Treueschwur der Bürger von Limoges entgegennahm. Dort traf er den König, der auf seiner Rückreise vom Kreuzzug zunächst seine Besitzungen in Frankreich besuchte. Zusammen mit Eduard blieb Valence in der Gascogne, wo der König am 29. November von der unerlaubten Jagd in Hampshire erfuhr. Im Juli 1274 kehrte Valence nach Limoges zurück, ernannte dort einen Seneschall und belagerte die Burg von Marie, Vicomtesse de Limoges in Aixe. Zurück in England, nahm er am 19. August 1274 an der Krönung von Eduard I. in Westminster Abbey teil, und bereits am 4. September jagte er erneut ohne Erlaubnis in Hampshire. Am 2. Februar 1275 vertrat er Eduard vor dem Parlement von Paris, wo Gaston de Béarn den abwesenden englischen König zum Zweikampf herausforderte. Im Mai kehrte Valence nach England zurück, wo ihn der König zum Constable des walisischen Cilgerran Castle ernannte, dazu übertrug er ihm die Vormundschaft über die Erben von Roger de Somery. Im Gegenzug übernahm er einen Teil der Schulden des Königs.

### Teilnahme am Feldzug gegen Wales und erneuter Dienst in Frankreich
Während des ersten Feldzugs gegen Fürst Llywelyn von Wales 1277 spielte Valence eine wichtige Rolle. Zusammen mit Edmund, dem Bruder des Königs, führte er eine der drei englischen Armeen von Pembroke Castle nach Ceredigion, wo sie vor dem 25. Juli Aberystwyth erreichten. Dort begannen sie mit dem Bau von Aberystwyth Castle. Am 3. Oktober war Valence wieder in Pembroke, von wo er nach Südengland reiste. Vor dem 27. Dezember war er in Marwell in Hampshire. Das nächste Jahr verbrachte Valence vorwiegend am Königshof, ehe er im Juni 1279 das französische Agenais für den König in Besitz nehmen sollte, das diesem nach dem in diesem Jahr geschlossenen Vertrag von Amiens zustand. Am 8. August zog Valence in Agen ein, und am 10. August ernannte er Jean de Grailly zum Seneschall. Anschließend reiste er im November als Gesandter nach Kastilien. Im Januar 1280 kehrte er nach Agen zurück, wo er den Grundstein für Tournon und die Bastide Valence d'Agen legte. Vor dem 6. Juni 1280 kehrte er nach London zurück.

### Teilnahme am zweiten Feldzug Eduards gegen Wales
Im Sommer 1282 nahm Valence an dem erneuten Feldzug des Königs nach Wales teil. Sein ältester Sohn William der Jüngere kämpfte unter dem Kommando des Earl of Gloucester in Westwales, dabei fiel er am 16. Juni in der Schlacht von Llandeilo Fawr. Eduard I. löste nach diesem Misserfolg Gloucester durch Valence als Kommandanten in Westwales. Valence stellte eine neue Armee bei Carmarthen auf, mit der er am 6. Dezember nach Mittelwales vorstieß. Im Januar 1283 schlug er eine walisische Rebellion in Cardigan nieder, und im April zog er von Aberystwyth mit über 1000 Mann ins walisische Bergland, wo er nach zehntägiger Belagerung Castell y Bere, die letzte Burg des neuen walisischen Fürsten Dafydd ap Gruffydd eroberte. Von September bis Weihnachten 1284 begleitete er Eduard I., als dieser seine triumphale Rundreise durch das eroberte Wales unternahm. Bereits 1282 hatte der König ihm zur Belohnung die Verwaltung der Ländereien seines noch minderjährigen Schwiegersohns John Hastings, Lord of Abergavenny übergeben, bis dieser 1283 volljährig wurde. Bemerkenswerterweise erhielt er danach keine weiteren Belohnungen vom König. Stattdessen sandte Eduard 1285 trotz des persönlichen Protests von Valence in Aberystwyth Untersuchungsrichter nach Pembrokeshire, die dort Beschwerden des Earls of Hereford und der Bürger von Haverfordwest gegen Valence anhören sollten. Dieses Vorgehen des Königs verletzte offen die Rechte von Valence als Marcher Lord von Pembroke.

### Weiterer Dienst für den König

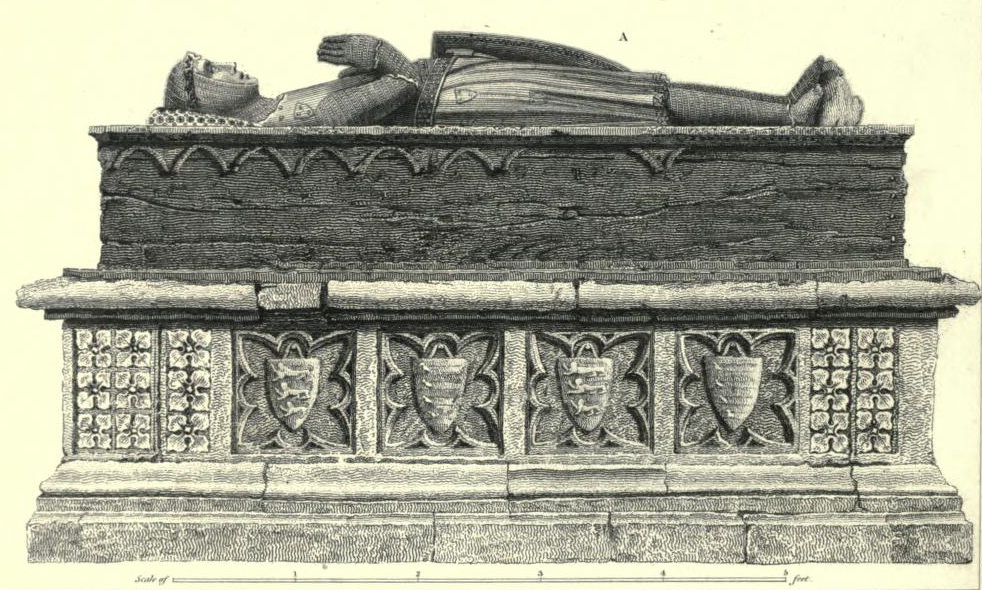
Das Grabdenkmal von William de Valence in Westminster Abbey. Darstellung von 1823

Valence war politisch von seinem Neffen Eduard abhängig. Aus seinem verstreuten Besitz bezog er jährliche Einkünfte in Höhe von etwa £ 1500. Dies war für einen Magnaten seines Standes recht bescheiden, so dass er für ein standesgemäßes Leben auf zusätzliche Einkünfte angewiesen war. Dafür war er auf den König angewiesen, der ihm Vormundschaften oder Ämter übertrug, durch die Valence durchschnittlich weitere £ 1000 pro Jahr erhielt. Aufgrund dieser geringen Einkünfte und wegen seiner Abhängigkeit vom König konnte Valence kein eigenes politisches Profil entwickeln oder sich mit einem großen Gefolge umgeben.
Von September 1286 bis Juni 1289 begleitete Valence den König bei dessen Aufenthalt in der Gascogne. Dabei erkrankte er im November 1286 in Saintes schwer. Nach der Rückkehr nach England war er im September 1289 an den Verhandlungen beteiligt, nach denen der Thronfolger Eduard mit der schottischen Thronerbin Margarete, der Maid of Norway verheiratet werden sollte. Anfang 1291 ernannte ihn der König zum Richter, um über die Fehde zwischen dem Earl of Gloucester und dem Earl of Hereford in den Welsh Marches zu entscheiden. Zusammen mit anderen Marcher Lords befürchtete er jedoch weitere königliche Eingriffe in ihre Privilegien, weshalb er den König bat, das gefällte Urteil nicht zu vollstrecken. Im August 1291 unterstützte er den König, als dieser nach dem Tod der schottischen Thronerbin Margarete die ersten Anhörungen über die schottische Thronfolge durchführte. Am 10. Dezember 1291 bezeugte Valence in Westminster Abbey, wie der König nach dem Tod seiner Mutter Eleonore das Herz seines Vaters der Abtei Fontevrault zur erneuten Bestattung überließ. Am 5. Dezember 1292 ernannte ihn der König zu einem der fünf Beauftragten, die die Durchführung von Turnieren überwachen sollten. Im Sommer 1292 reiste er mit dem König nach Norham, wo dieser erklärte, dass er die schottische Thronfolge nach englischem Recht entscheiden würde. Danach würde John Balliol neuer König von Schottland. Im Oktober 1292 gehörte er in Berwick zu den Marcher Lords, die dem König unter der Bedingung, keinen Präzedenzfall zu schaffen, die Erhebung der Steuer eines Fünfzehnten in den Welsh Marches gewährten. Als es 1294 in Wales zu einem Aufstand gegen die englische Herrschaft kam, sandte ihn der König im Oktober zusammen mit Roger Bigod, 5. Earl of Norfolk nach Südwales, um den Aufstand niederzuschlagen.
Im Januar 1296 reiste Valence zusammen mit seinem Sohn Aymer als Leiter einer Gesandtschaft nach Cambrai, wo er vergeblich versuchte, im Französisch-Englischen Krieg einen Ausgleich zu erzielen. Trotz seines Alters wurde er dabei wohl in ein Scharmützel verwickelt. Er kehrte verwundet nach England zurück, wo seine Frau ihn mit einer Sänfte von Dover zu seinem Gut Brabourne in Kent bringen ließ. Dort starb er am 16. Mai. John Leland behauptete, dass Valence am 13. Juni 1296 im Kampf gegen die Franzosen bei Bayonne fiel, was höchstwahrscheinlich falsch ist. Valence wurde in einem prächtigen Grabmal in Westminster Abbey beigesetzt, wo bereits seine jung verstorbenen Kinder John und Margaret beigesetzt worden waren.

## Familie und Nachkommen
Valence hatte aus seiner Ehe mit Joan de Munchensi, mit der er offensichtlich eng verbunden war, mindestens drei Söhne und vier Töchter:
- John († 1277)
- William († 1282)
- Aymer († 1324)
- Isabel († 1305) ⚭ John Hastings
- Margaret († 1276)
- Agnes († 1310)

1. ⚭ Maurice Fitzgerald
2. ⚭ Hugh de Balliol
3. ⚭ Jean d'Avesnes

- Joan ⚭ John Comyn, Lord of Badenoch

Sein Erbe wurde sein einzig überlebender Sohn Aymer. Aufgrund seiner relativ bescheidenen Besitzungen hinterließ Valence der Kirche nur bescheidene Stiftungen. Er bedachte vor allem Pembroke Priory sowie das von ihm gegründete Hospital von Tenby.

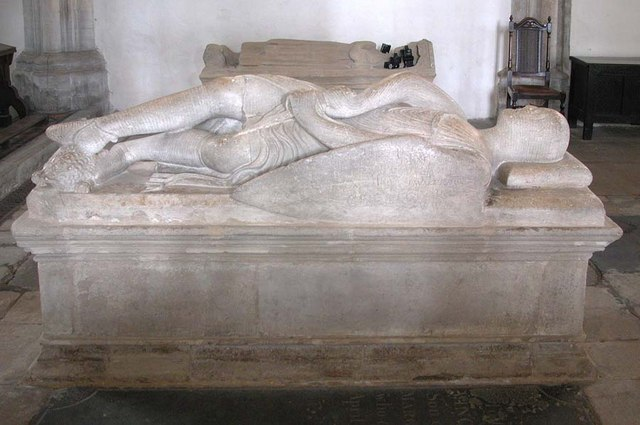
Das Grabdenkmal eines sein Schwert ziehenden Ritters in Dorchester Abbey, das wahrscheinlich das Grabdenkmal von William de Valence dem Jüngeren ist

## Valence und der Titel Earl of Pembroke
Valence Frau Joan hatte nur einen Teil des Marshal-Erbes geerbt, weshalb sie nur bedingt Erbin des Titels Earl of Pembroke war. Auf seinem Siegel und in seinen meisten Urkunden nannte Valence sich deshalb nur Lord of Pembroke, und er wurde nie zum Earl of Pembroke erhoben. Als Lord of Pembroke war Valence jedoch Vorsitzender des Gerichts von Pembrokeshire. Dies führte ab Ende der 1280er Jahre dazu, dass Valence zunehmend als Earl of Pembroke bezeichnet wurde. In den 1290er Jahren akzeptierte der König gelegentlich diesen Titel, und 1295 berief der König Valence als Earl of Pembroke in das Parlament. Damit war Valence ein einzigartiges Beispiel einer informellen Standeserhöhung, was der König vielleicht als für ihn günstige Belohnung von Valence Treue akzeptierte. Valence Witwe Joan trug bis zu ihrem Tod im September 1307 den Titel Countess of Pembroke und behielt Pembroke und Goodrich Castle sowie Wexford in Irland als Wittum.